# Праведники
Праведники (пол. Prawiedniki) — село в Польщі, у гміні Ґлуськ Люблінського повіту Люблінського воєводства.
Населення — 1146 осіб (2011).
У 1975-1998 роках село належало до Люблінського воєводства.

## Демографія
Демографічна структура станом на 31 березня 2011 року:
|          | Загалом | Допрацездатний вік | Працездатний вік | Постпрацездатний вік |
| -------- | ------- | ------------------ | ---------------- | -------------------- |
| Чоловіки | 566     | 154                | 360              | 52                   |
| Жінки    | 580     | 127                | 354              | 99                   |
| Разом    | 1146    | 281                | 714              | 151                  |